# قصة ثواني (فلم)
قصة ثواني (بالإنجليزية: Blind Intersections) هو فيلم دراما تم إنتاجه في لبنان وصدر في سنة 2012.

## روابط خارجية
- مقالات تستعمل روابط فنية بلا صلة مع ويكي بيانات